# Frank-Peter Rötsch
Frank-Peter Rötsch, né le 19 avril 1964 à Güstrow, est un biathlète est-allemand jusqu'à la fin de sa carrière. Il est l'un des biathlètes les plus performants de l'histoire.

## Biographie
Son frère Tomas est un coureur du combiné nordique, sport que Frank-Peter a pratiqué au début de sa carrière, avant de se tourner définitivement vers le biathlon.
Après deux titres aux Championnats du monde junior en relais, il fait ses débuts dans l'élite et remporte ses premières médailles aux Championnats du monde 1983, avec l'argent sur l'individuel (derrière Frank Ullrich) et sur relais, et signe sa première victoire en Coupe du monde à Holmenkollen. Un an plus tard, pour ses premiers Jeux olympiques, à dix-neuf ans, il est médaillé d'argent derrière l'Ouest-allemand Peter Angerer. Il domine le biathlon, remportant trois fois la Coupe du monde en 1983, 1984 et 1987, alors qu'il est l'un des premiers à adopter la technique en pas de patineur (skating). Aux Championnats du monde, il est également multiple médaillé, remportant le titre mondial du sprint en 1985 et 1987 et de l'individuel en 1987.
Aux Jeux olympiques d'hiver de 1988, il est le dernier porte-drapeau de la République Démocratique allemande et fait mieux qu'en 1984, remportant les deux titres individuels du sprint et de l'individuel. Il gagne aussi le sprint d'Holmenkollen en Coupe du monde pour la troisième fois.
En 1989, Rötsch décroche sa deuxième victoire en relais aux Championnats du monde après celle de 1987, il s'agit de son dernier titre international.
Après la réunification, Rötsch monte sur un dernier podium en Coupe du monde en fin d'année 1990 à Albertville (site des Saisies), puis a l'honneur de participer aux Jeux olympiques en 1992 sous les couleurs allemandes, se classant neuvième du sprint. Il s'agit de sa dernière grande compétition internationale. Dès 1991, il commence à travailler en tant qu'agent de ventes dans une entreprise à Ansbach.
Après sa carrière sportive, il a notamment été commentateur pour la télévision.

## Palmarès

### Jeux olympiques d'hiver
| Nat.      | Épreuve / Édition   | Individuel                         | Sprint                         | Relais |
| --------- | ------------------- | ---------------------------------- | ------------------------------ | ------ |
| RDA       | JO 1984 Sarajevo    | Médaille d'argent, Jeux olympiques | 7e                             | 4e     |
| RDA       | JO 1988 Calgary     | Médaille d'or, Jeux olympiques     | Médaille d'or, Jeux olympiques | 5e     |
| Allemagne | JO 1992 Albertville | 53e                                | 9e                             | -      |

### Championnats du monde
| Nat.        | RDA                               | RDA                               | RDA                               | RDA                              | RDA                           |
| Épreuve     | 1983 à Antholz                    | 1985 à Ruhpolding                 | 1986 à Oslo                       | 1987 à Lake Placid               | 1989 à Feistritz              |
| ----------- | --------------------------------- | --------------------------------- | --------------------------------- | -------------------------------- | ----------------------------- |
| Individuel  | Médaille d'argent, Coupe du Monde | Médaille d'argent, Coupe du Monde | 23e                               | Médaille d'or, Coupe du Monde    | 8e                            |
| Sprint      | 4e                                | Médaille d'or, Coupe du Monde     | 8e                                | Médaille d'or, Coupe du Monde    | 5e                            |
| Relais      | Médaille d'argent, Coupe du Monde | Médaille d'argent, Coupe du Monde | Médaille d'argent, Coupe du Monde | Médaille d'or, Coupe du Monde    | Médaille d'or, Coupe du Monde |
| Par équipes | Épreuve inexistante à cette date  | Épreuve inexistante à cette date  | Épreuve inexistante à cette date  | Épreuve inexistante à cette date | -                             |

### Coupe du monde
- Vainqueur du classement général en 1984, 1985 et 1987.
- 37 podiums individuels, dont 15 victoires[4].

### Liste des victoires
15 victoires (4 en individuel, 11 en sprint)
| Saison                | Date            | Lieu               | Discipline                               |
| --------------------- | --------------- | ------------------ | ---------------------------------------- |
| 1982–1983 1 victoire  | 10 mars 1983    | Oslo Holmenkollen  | 10 km sprint                             |
| 1983–1984 1 victoire  | 3 mars 1984     | Oberhof            | 10 km sprint                             |
| 1984–1985 5 victoires | 19 janvier 1985 | Oberhof            | 10 km sprint                             |
| 1984–1985 5 victoires | 24 janvier 1985 | Antholz-Anterselva | 20 km individuel                         |
| 1984–1985 5 victoires | 16 février 1985 | Ruhpolding         | 10 km sprint (Championnats du monde)     |
| 1984–1985 5 victoires | 3 mars 1985     | Lahti              | 10 km sprint                             |
| 1984–1985 5 victoires | 9 mars 1985     | Oslo Holmenkollen  | 10 km sprint                             |
| 1986–1987 3 victoires | 15 janvier 1987 | Anterselva         | 20 km individuel                         |
| 1986–1987 3 victoires | 12 février 1987 | Lake Placid        | 20 km individuel (Championnats du monde) |
| 1986–1987 3 victoires | 14 février 1987 | Lake Placid        | 10 km sprint (Championnats du monde)     |
| 1987–1988 4 victoires | 21 janvier 1988 | Antholz-Anterselva | 10 km sprint                             |
| 1987–1988 4 victoires | 20 février 1988 | Calgary            | 20 km individuel (Jeux olympiques)       |
| 1987–1988 4 victoires | 23 février 1988 | Calgary            | 10 km sprint (Jeux olympiques)           |
| 1987–1988 4 victoires | 12 mars 1988    | Oslo Holmenkollen  | 10 km sprint                             |
| 1988–1989 1 victoire  | 28 janvier 1989 | Ruhpolding         | 10 km sprint                             |

### National
- 12 titres de champion de RDA[1].

## Distinctions
- Ordre du Mérite patriotique (RDA)-médaille d'or, 1986